# ماركو أنتونيللي
ماركو أنتونيللي (بالإيطالية: Marco Antonelli)‏ هو سائق سباق إيطالي، ولد في 18 يوليو 1964.

## وصلات خارجية
- ماركو أنتونيللي على موقع DriverDB.com (الإنجليزية)